# Setogyroporus verus
Setogyroporus là một chi nấm thuộc họ Boletaceae. Là một chi đơn loài, nó chứa loài duy nhất Setogyroporus verus'.